# Los puentes de Toko-Ri
Los puentes de Toko-Ri es una película estadounidense de acción producida en 1953, estrenada en 1954, y dirigida por Mark Robson. La película se basa en la novela de James A. Michener que trata de la futilidad de la guerra de Corea. Fue protagonizada por William Holden, Grace Kelly, Fredric March y Mickey Rooney.
Fue galardonada con el premio Óscar de 1955 a los mejores efectos visuales.

## Argumento

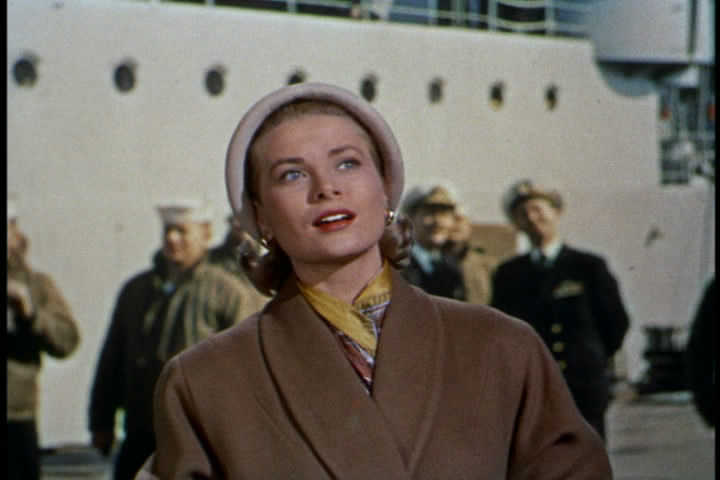
Grace Kelly, en un avance de la película.

Durante la guerra de Corea, el piloto Harry Brubaker (William Holden), a los mandos de un caza F9F Panther, debe sobreponerse al miedo que le provoca una peligrosa misión, consistente en bombardear varios puentes bajo el fuego enemigo. Su esposa Nancy (Grace Kelly) ha venido a verle desde los Estados Unidos y espera su regreso de la misión, cuya base se sitúa en un portaviones.
Debido al fuego antiaéreo, Brubaker es derribado y luego acosado en tierra por las tropas norcoreanas enemigas. Acude entonces al rescate un helicóptero Sikorsky, al mando del suboficial Mike Forney (Mickey Rooney), que porta un pintoresco sombrero de copa verde. Ya antes le habían salvado la vida en alta mar, siendo la segunda vez que acudían. Pero esta vez el helicóptero también es derribado.

## Reparto
- William Holden ...Teniente Harry Brubaker
- Grace Kelly ... Nancy Brubaker
- Fredric March ... Almirante George Tarrant
- Mickey Rooney ... Chief Petty Officer Mike Forney
- Earl Holliman ... Navegante Nestor Gamidge
- Charles McGraw ... Capitán de fragata Wayne Lee
- Robert Strauss ... "Barril de cerveza"
- Keiko Awaji ... Kimiko